# Artur Kutscher

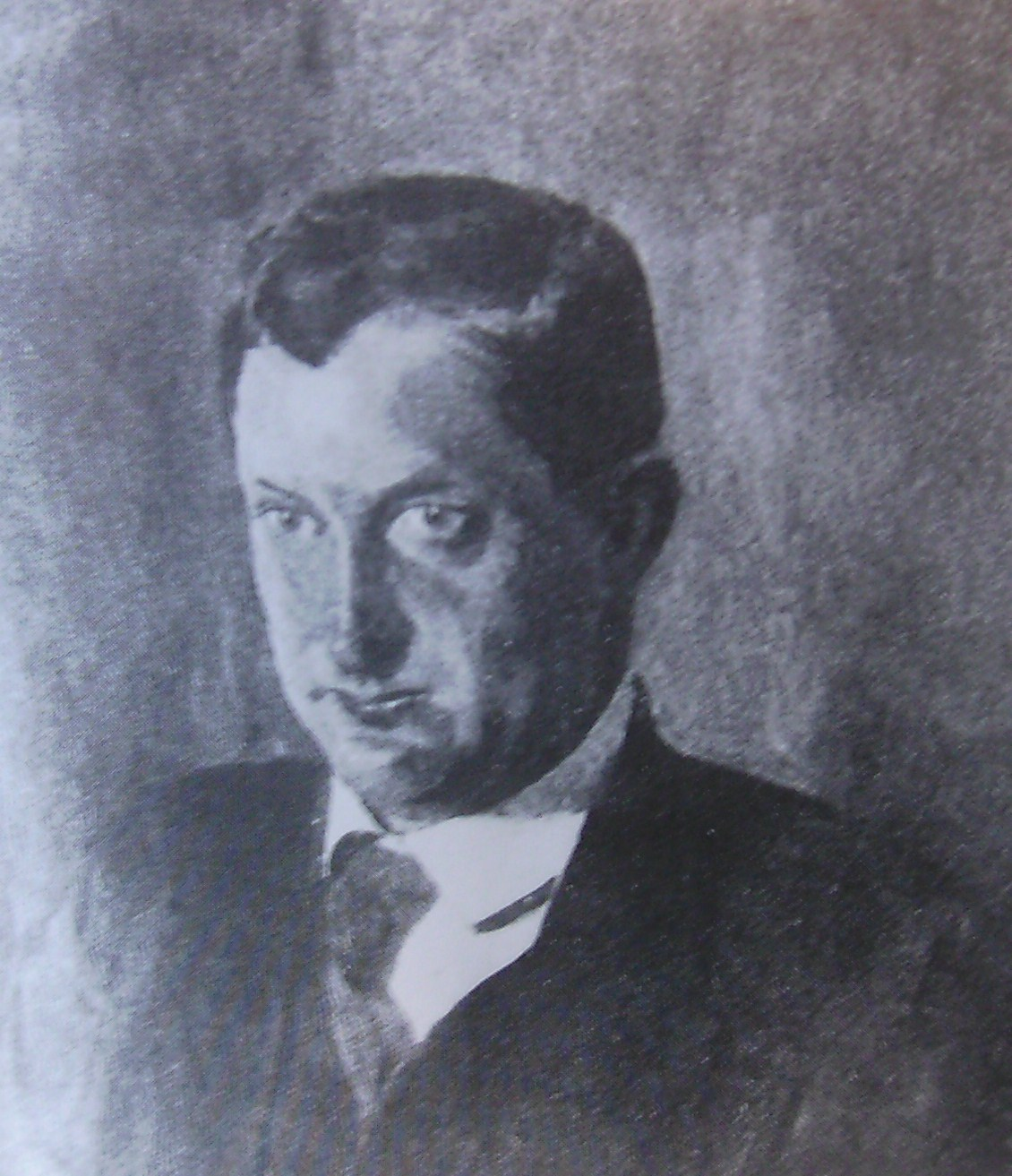
Artur Kutscher (Gemälde von Albert Weisgerber, um 1910)

Artur Heinrich Theodor Christoph Kutscher (* 17. Juli 1878 in Hannover; † 29. August 1960 in München) war ein deutscher Literatur- und Theaterwissenschaftler.

## Leben
Artur Kutscher ließ sich nach dem Studium der Literaturwissenschaft in München, Kiel und Berlin (Promotion 1904) in München nieder. Dort zählten unter anderem Otto Falckenberg, Frank Wedekind, Hermann Löns, Albert Weisgerber und Max Halbe zu seinem Freundeskreis. 1907 habilitierte er sich in Berlin für Literaturwissenschaft, wurde im selben Jahr Privatdozent und 1915 außerordentlicher Professor in München. Aus dem 1908 gegründeten Kutscher-Seminar gingen bedeutende Schriftsteller und Theaterleute hervor, darunter Bertolt Brecht und Erwin Piscator.
Kutscher forderte, ausgehend von der These, Theater sei mimisch, nicht literarisch zu erfassen, seit 1909 die Schaffung einer neuen Disziplin Theaterwissenschaft, als deren Begründer er gilt. Er unternahm seit 1910 Exkursionen zu Theatern in Süddeutschland, später in ganz Europa, veranstaltete Autorenabende des sogenannten Kutscher-Kreises in Schwabinger Lokalen mit Gästen wie Johannes R. Becher, Ludwig Ganghofer, Hans Grimm, Richard Hülsenbeck, Heinrich und Thomas Mann, Erich Mühsam, Alexander Roda Roda, Frank Wedekind, Alfred Wolfenstein und Stefan Zweig und spielte Theater mit seinen Studenten (Euripides’ Satyrspiel Der Kyklop, Goethes Lustspiel Die Mitschuldigen etc.). Nach dem Tod Wedekinds 1918 ordnete er dessen Nachlass und schrieb seine Biografie.
Im Ersten Weltkrieg diente er als Offizier (zuletzt Oberleutnant der Landwehr) an der Westfront und führte die 8. Kompanie des Reserve-Infanterie-Regiments Nr. 92 unter Oberstleutnant (später Generalmajor) Robert Otto Rudolf von Wegerer (1867–1963). Dort sammelte er Soldatenlieder und verfasste ein „Kriegstagebuch“ (2 Bände, 1915). Er verdiente das Eiserne Kreuz, aber auch den bayerischen Militärverdienstorden, IV. Klasse mit Schwertern.
Während seiner langen Lehrtätigkeit prägte Artur Kutscher viele Schriftsteller und Philologen. Zu seinen Studenten gehörten unter anderem Schalom Ben-Chorin, Bertolt Brecht, Käthe Brodnitz, Richard Crodel, Peter Hacks, der Kabarettist Dieter Hildebrandt, der Autor Dieter Hildebrandt, Ödön von Horváth, Hanns Johst, Klabund, Manfred Hausmann, Erwin Piscator, Helmut Käutner, Ernst Toller, Oskar Eberle und Heinz Rückert.
Die Vorlesungen von Artur Kutscher wurden 1929 u. a. auch von dem späteren Dramaturg Hans-Joachim Theil  besucht, der ab 1959 einer der Mitbegründer der heutigen Störtebeker-Festspiele auf der Insel Rügen und ein „Theatermann mit Leib und Seele“ wurde.
Nach der „Machtergreifung“ der Nationalsozialisten trat er 1933 dem  NS-Lehrerbund bei. 1938 wurde er auch Mitglied der NSV und des NS-Reichskriegerbundes. Nachdem er 1940 außerplanmäßiger Professor geworden war, beantragte er am 12. Dezember 1941 die Aufnahme in die NSDAP und wurde zum 1. Januar 1942 aufgenommen (Mitgliedsnummer 8.802.675).
Nach dem Ende des Zweiten Weltkriegs wurde er 1945 amtsenthoben, wurde aber bald darauf erneut Professor. 1951 trat er in den Ruhestand. 1958, zwei Jahre vor seinem Tod, wurde er mit dem Großen Verdienstkreuz des Verdienstordens der Bundesrepublik Deutschland ausgezeichnet.

## Ehrungen

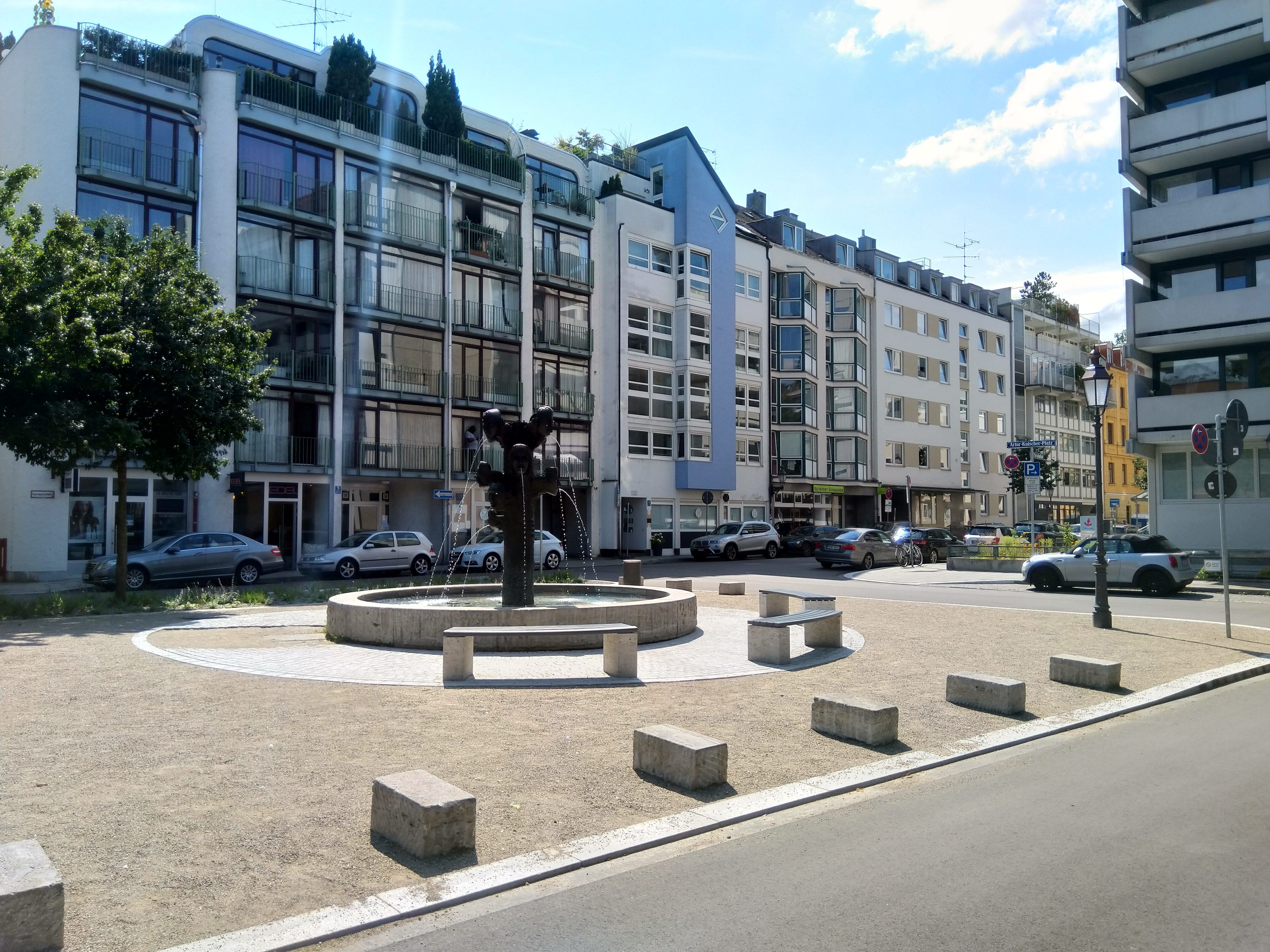
Artur-Kutscher-Platz

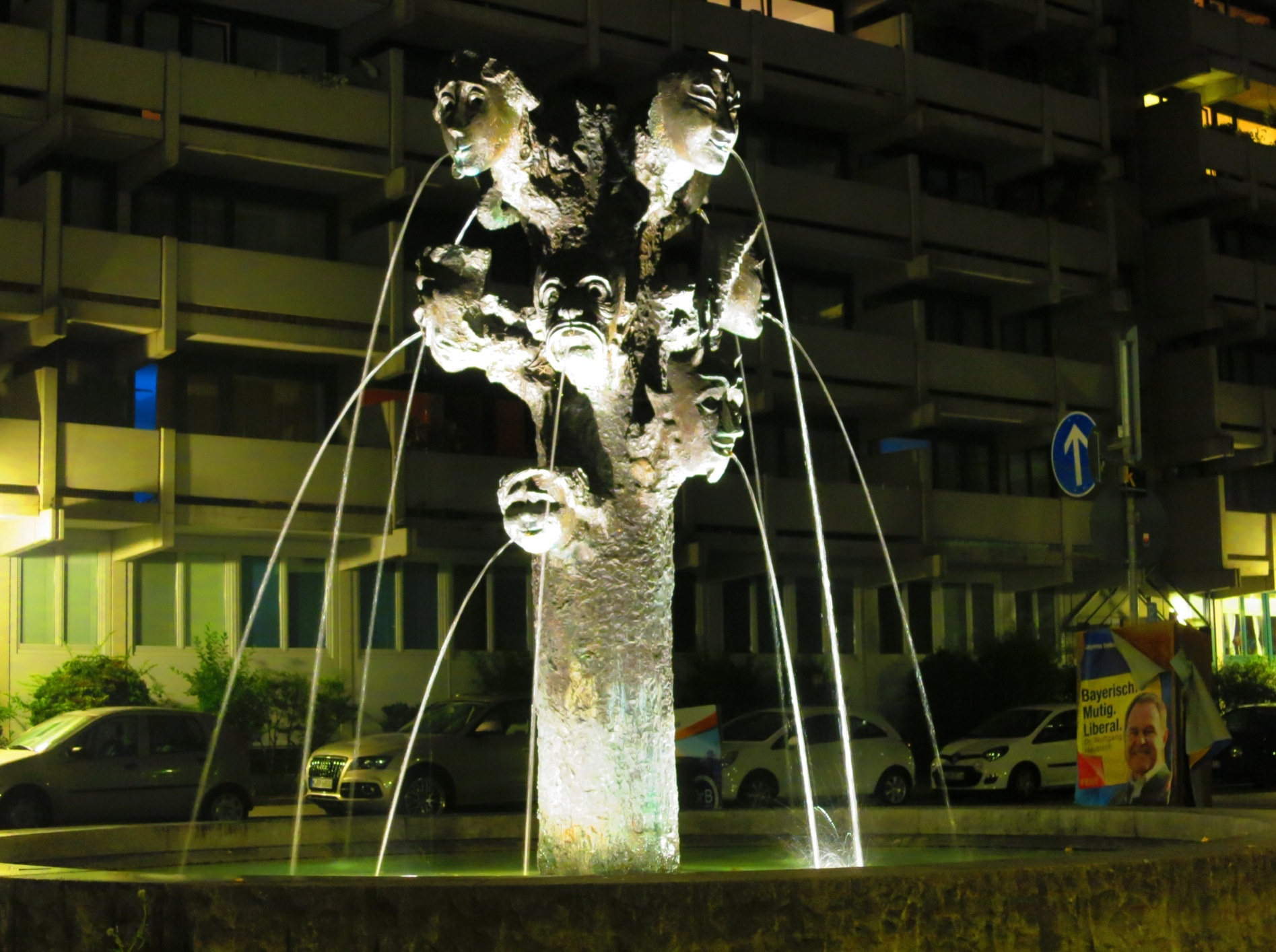
Brunnen am Artur-Kutscher-Platz

1961, ein Jahr nach Kutschers Tod, wurde der Artur-Kutscher-Platz in Schwabing-Freimann, unweit der Münchner Freiheit, nach ihm benannt. 1968 erweiterte ihn Lothar Dietz mit dem Artur-Kutscher-Brunnen (auch Maskenbrunnen). 2019 bis 2021 wurde der Platz renoviert, wobei das Parkdeck mit 27 Parkplätzen vor dem Brunnen in zwei schmale Grünflächen, Bäume und Steinpoller an den Seiten umgewandelt wurde.

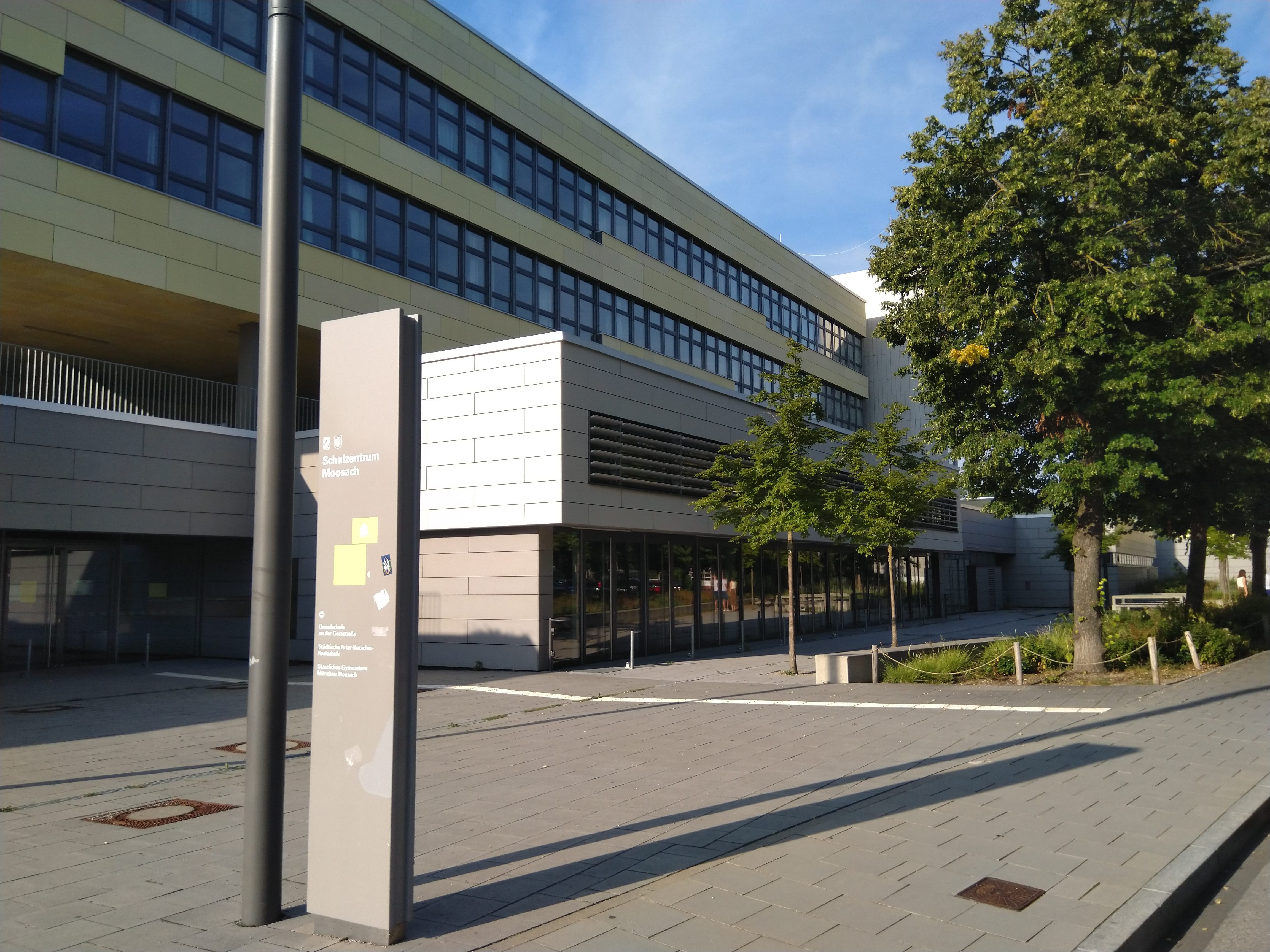
Artur-Kutscher-Realschule am Schulzentrum Moosach

Auch in München, aber im vom Zentrum weiter entfernten Moosach, nahe dem Olympia-Einkaufszentrum, befindet sich die städtische Artur-Kutscher-Realschule.

## Werke
- Friedrich Hebbel als Kritiker des Dramas. Seine Kritik u. ihre Bedeutung. Berlin 1907
- Die Kunst und unser Leben. (1909)
- Das richtige Soldatenlied. Verse  und Singweisen im Felde gesammelt. G. Grothe, Berlin 1917[17]
- Frank Wedekind. Sein Leben und seine Werke. 3 Bde. München 1922, 1927, 1931.
- Das Salzburger Barocktheater. Wien / München u. a. 1924.
- Grundriß der Theaterwissenschaft. (2 Bände, 1932–1936)
- Drama und Theater. München 1946.
- Lyrik, Epik, Dramatik. Bremen-Horn 1954.
- Die Comédia dell'arte und Deutschland. Emsdetten 1955. (Die Schaubühne. Bd. 43).
- Der Theaterprofessor. Ein Leben für die Wissenschaft vom Theater. Ehrenwirth, München 1960. (Autobiografie)